# Жанис-бі
Жани́с-бі (каз. Жаныс би) — село у складі Іргізького району Актюбінської області Казахстану. Входить до складу Кизилжарського сільського округу.
До 2006 року село називалося Жанакурилис.
Населення — 549 осіб (2021; 607 у 2009, 568 у 1999, 634 у 1989).